# Label Switched Path
Pour les articles homonymes, voir LSP.
Dans un environnement MPLS, un Label Switched Path (LSP) est un chemin à travers le réseau MPLS. Il est mis en place par des protocoles comme LDP, RSVP-TE, BGP ou CR-LDP. Le chemin est basé sur une Forwarding Equivalence Class ou FEC.
Le LSP démarre au Label Edge Router (LER). Le LER choisit quel label[Quoi ?] fixer sur le paquet en fonction de la FEC. Ensuite, il fait suivre ce paquet au routeur suivant dans le chemin. Ce routeur fait suivre au paquet le LSP. Il ne prend aucune décision ; il ne fait que faire suivre le paquet en permutant le label au sommet de la pile. Le dernier routeur du LSP enlève le label et fait suivre le paquet en se basant sur les informations d’entête comme l’adresse IP. Comme la commutation de paquet dans un LSP est opaque pour les couches supérieures, le LSP est, quelquefois, appelé un tunnel MPLS.
Le routeur qui ajoute l’entête (impose) MPLS à un paquet est appelé ingress router. Celui qui supprime l’entête (pop), egress router. Ceux qui se trouvent sur le chemin transit router ou Label Switching Routers.
Un LSP est unidirectionnel. Il en faut un autre pour permettre la communication bidirectionnelle. Il existe des LSP P2P (point à point) pour de l’unicast ou P2MP (point vers du multipoint) pour du multicast.
On peut avoir plusieurs LSP pour de la protection, notamment grâce à RSVP-TE. On parle de LSP primaire et secondaire voire tertiaire dans ce cas.

## Sources
- MPLS Architecture, RFC 3031
- LSP Hierarchy with Generalized MPLS Traffic Engineering, RFC 4206
- Detecting MPLS Data Plane Failures, RFC 4379 (LSP Ping)